# Schweizer Eishockeymeisterschaft 1927/28
Die Saison 1927/28 war die 18. reguläre Austragung der Schweizer Eishockeymeisterschaft. Meister wurde der EHC St. Moritz.

## Hauptrunde

### Serie Ost
- HC Davos – EHC St. Moritz 3:4 n. V.

Der EHC St. Moritz qualifizierte sich für den Meisterschaftsfinal.

### Serie West
- HC Rosey Gstaad – HC Château-d’Œx 2:0

Der HC Rosey Gstaad qualifizierte sich für den Meisterschaftsfinal.

## Meisterschaftsfinal
- EHC St. Moritz – HC Rosey Gstaad 5:0 nach Nichtantritt